# Two Scrambled
Two Scrambled er en amerikansk stumfilm fra 1918 af Gilbert Pratt.

## Medvirkende
- Harold Lloyd
- Snub Pollard
- Bebe Daniels
- William Gillespie
- Helen Gilmore
- Bud Jamison
- James Parrott
- Malcolm St. Clair
- Charles Stevenson
- Noah Young